# Пахмутов, Николай Андрианович
Николай Андрианович Пахмутов (1902, Бекетовка, Российская империя — 1983, Москва, СССР) — советский  партийный и общественный деятель, музыкант-самоучка и художник. Отец известного советского и российского композитора Александры Пахмутовой.

## Биография

Николай Андрианович Пахмутов "Волжский пейзаж. Лодки у берега". Холст, масло. С картины И.Левитана 1952.

Николай Андрианович Пахмутов родился в 1902 году  в рабочем посёлке Бекетовка (ныне в составе Волгограда) в семье Андриана Виссарионовича Пахмутова (?—1921), который во время Гражданской войны служил помощником командира полка в Красной армии и погиб в 1921 году, зарубленный белоказаками. Сам Николай Андрианович вспоминал об отце:

«Помню его в серой каракулевой шапке-папахе, он очень был похож на Чапаева...»
— Николай Пахмутов об отце
Проживал в посёлке Бекетовка Нижне-Волжского края (ныне район Волгограда). После революции работал на одном из бекетовских лесозаводов. В 1918 году, в шестнадцать лет, вступил в партию, позже стал секретарём райкома.
В 1925 году, работая на электростанции в Бекетовке, познакомился с Марией Амплеевной Улыбиной (в первом браке Кувшинниковой, 1897—1978), вдовой с двумя детьми, потерявшей мужа в боях Гражданской войны. Работал на Волжской электростанции, позже полностью перешёл на партийную работу. С 1935 года – начальник спецотдела Сталгрэса, с 1945 - начальник спецотдела Главэнергостроя Наркомата электростанций Москвы. 6 августа 1942 года семья Пахмутовых отправилась в эвакуацию в Караганду откуда вернулась в разрушенный Сталинград весной 1943 года. Сам Николай всё это время проводил в служебных поездках.. С 1955 года персональный пенсионер союзного значения.

## Семья
Жена — Мария Амплеевна (1897—1978), домохозяйка. Дети от первого брака жены — Зоя и Миша. Общие дети — Людмила и Александра  (род. 1929). Умер в 1983 году, похоронен вместе с женой на Кунцевском кладбище.

## Творческая и профессиональная деятельность
Николай Пахмутов был разносторонне одарённым человеком. Будучи самоучкой, играл и импровизировал на фортепиано, балалайке, скрипке, арфе, домре, аккордеоне, баяне, гитаре и флейте. Организовал оркестр народных инструментов в местном клубе, а сам отличался профессиональным исполнением и  импровизацией музыкальных произведений. Работал тапёром, озвучивая немые фильмы, исполнял произведения Шопена, Бетховена, Чайковского и аккомпанировал синеблузникам. Не имея специального образования, писал картины маслом и акварелью. Занимался конструированием радиотехнических устройств, ремонтом фотоаппаратов и столярным делом.
Царицынская ЧК, зная о музыкальных способностях Николая и в память о его отце Андриане Виссарионовиче, подарила ему старинное пианино, которое было привезено из дома лесопромышленника, бежавшего с белыми, и до этого стояло в красном уголке ЧК. Именно на этом пианино пятилетняя дочь Николая Андриановича Аля  впоследствии исполнила свою первую сочинённую мелодию для фортепиано «Петухи поют».
Как художник Николай Пахмутов создал множество живописных работ. Некоторые срзданы под впечатлением известных мастреов (И.Левитан, Ю. Клевер), другие полностью авторские. 
Как художник Николай Пахмутов создал множество живописных работ. Часть из них была написана под влиянием и впечатлением от произведений известных мастеров - таких как И.И. Левитан  и Ю.Ю. Клевер. Другие работы представляют собой полностью авторские композиции, отражающие его индивидуальный стиль и видение.  Основная часть живописных работ Николая Пахмутова находится в частных собраниях - преимущественно в семейной коллекции его дочери Александры Пахмутовой, а также у близких родственников и друзей семьи. Эти произведения пока недостаточно изучены специалистами.
Среди известных работ:
- Копия картины И.И. Левитана " Волжский пейзаж. Лодки у берега" (1877-78), выполненная маслом в 1952 году. Профессионально выполненная копия передающая авторское настроение оригинала[7].  Частное собрание.
- Акварель "Лодки на Волге" (1980-е), созданная под впечатлением воспоминаний о родных местах.

## Роль в судьбе Александры Пахмутовой
Николай Андрианович стал первым учителем музыки для дочери, привив ей любовь к классике. В 1936 году помог определить её в Сталинградскую музыкальную школу, куда возил вместе с матерью дочь на поезде за 18 км. В 1938 году они вместе выступили в бекетовском клубе на вечере памяти В.И. Ленина, исполнив в четыре руки первую часть соль-минорной симфонии Моцарта. Александра Пахмутова вспоминала:

«Первые шаги в музыке… Я росла в Сталинграде, и в раннем детстве, что называется, большую музыку могла слушать только по радио и в исполнении моего отца на рояле. Никогда не забуду первое знакомство с Патетической сонатой…» 
— «Главное, ребята, сердцем не стареть!» 
В 1943 году, во время одной из своих командировок, Николай Андрианович отвёз Александру в Москву, где она поступила в Центральную музыкальную школу при Московской консерватории. Благодаря его связям она получила поддержку от Наркомата электростанций в виде пропуска в ведомственную столовую и талонов на одежду.

## Память
Многократно упоминается в биографиях Александры Пахмутовой как человек, оказавший ключевое влияние на её музыкальное развитие.